# گوراب جدید
گوراب جدید روستایی در دهستان پسکوه بخش سده شهرستان قائنات استان خراسان جنوبی ایران است. این روستا در کنار جاده اصلی بیرجند و قاین به فردوس واقع شده است. زعفران و پسته از مهمترین محصولات کشاورزی آن به شمار می رود.